# MBN 뉴스와이드5
《MBN 뉴스와이드5》는 평일 저녁 5시에 방송되는 매일경제TV MBN의 저녁 뉴스 프로그램이다.

## 진행자
- 오명석 아나운서
- 전주리 아나운서

## 경쟁 뉴스 프로그램
- KBS 뉴스 5 (KBS 1TV)
- SBS 뉴스퍼레이드 (SBS)